# Jawad Abdelmoula
Jawad Abdelmoula, né le 18 février 1994 à Angers est un triathlète franco-marocain qui représente le Maroc dans les compétitions internationales depuis 2021, champion d'Afrique de triathlon en 2022.

## Biographie

### Vie privée
De 2016 à 2021, Jawad Abdelmoula exerce le métier de pompier dans la ville de Rennes, en Bretagne.

## Palmarès
Le tableau présente les résultats les plus significatifs (podium) obtenus sur le circuit international de triathlon depuis 2021.
| Année | Compétition                                      | Pays         | Position           | Temps           |
| ----- | ------------------------------------------------ | ------------ | ------------------ | --------------- |
| 2023  | Championnats d'Afrique de triathlon sprint       | Maurice      | Médaille d'or      | 54 min 44 s     |
| 2022  | Grand Prix de triathlon - Étape sprint de Fréjus | France       | Médaille d'or      | 53 min 46 s     |
| 2022  | Coupe du monde - l'étape sprint de Vina del Mar  | Chili        | Médaille de bronze | 50 min 56 s     |
| 2022  | WTS Hambourg                                     | Allemagne    | Médaille de bronze | 53 min 26 s     |
| 2022  | Coupe d'Europe - l'étape sprint de Yenişehir     | Turquie      | Médaille d'or      | 51 min 10 s     |
| 2022  | Championnats d'Afrique                           | Maroc        | Médaille d'or      | 1 h 49 min 25 s |
| 2022  | Championnats d'Afrique en relais mixte           | Maroc        | Médaille d'argent  | 1 h 43 min 44 s |
| 2021  | Coupe d'Afrique - l'étape sprint de Troutbeck    | Zimbabwe     | Médaille d'argent  | 1 h 1 min 44 s  |
| 2021  | Coupe du monde - l'étape sprint de Tongyeong     | Corée du Sud | Médaille d'or      | 51 min 43 s     |
| 2021  | Coupe d'Afrique - l'étape sprint de Dakhla       | Maroc        | Médaille d'or      | 52 min 27 s     |
| 2021  | Coupe d'Asie - l'étape de Doha                   | Qatar        | Médaille d'or      | 1 h 48 min 42 s |